# Palau Fortuny
El Palau Fortuny (en italià Palazzo Fortuny) és un palau venecià d'estil gòtic tardà situat al Sestiere di San Marco. Agafa el nom del darrer propietari, l'artista Marià Fortuny i Madrazo —fill del famós pintor Marià Fortuny i Marsal—, i és la seu del museu homònim.

## Història
El palau fou fundat a les acaballes del segle xv per la família noble veneciana dels Pesaro, que hi van residir fins al segle xviii, quan es van traslladar a Ca' Pesaro. Durant un temps l'edifici va hostatjar l'Accademia Filarmonica degli Orfei, d'on prové la denominació de Palazzo Pesaro degli Orfei amb què fou conegut tot seguit.

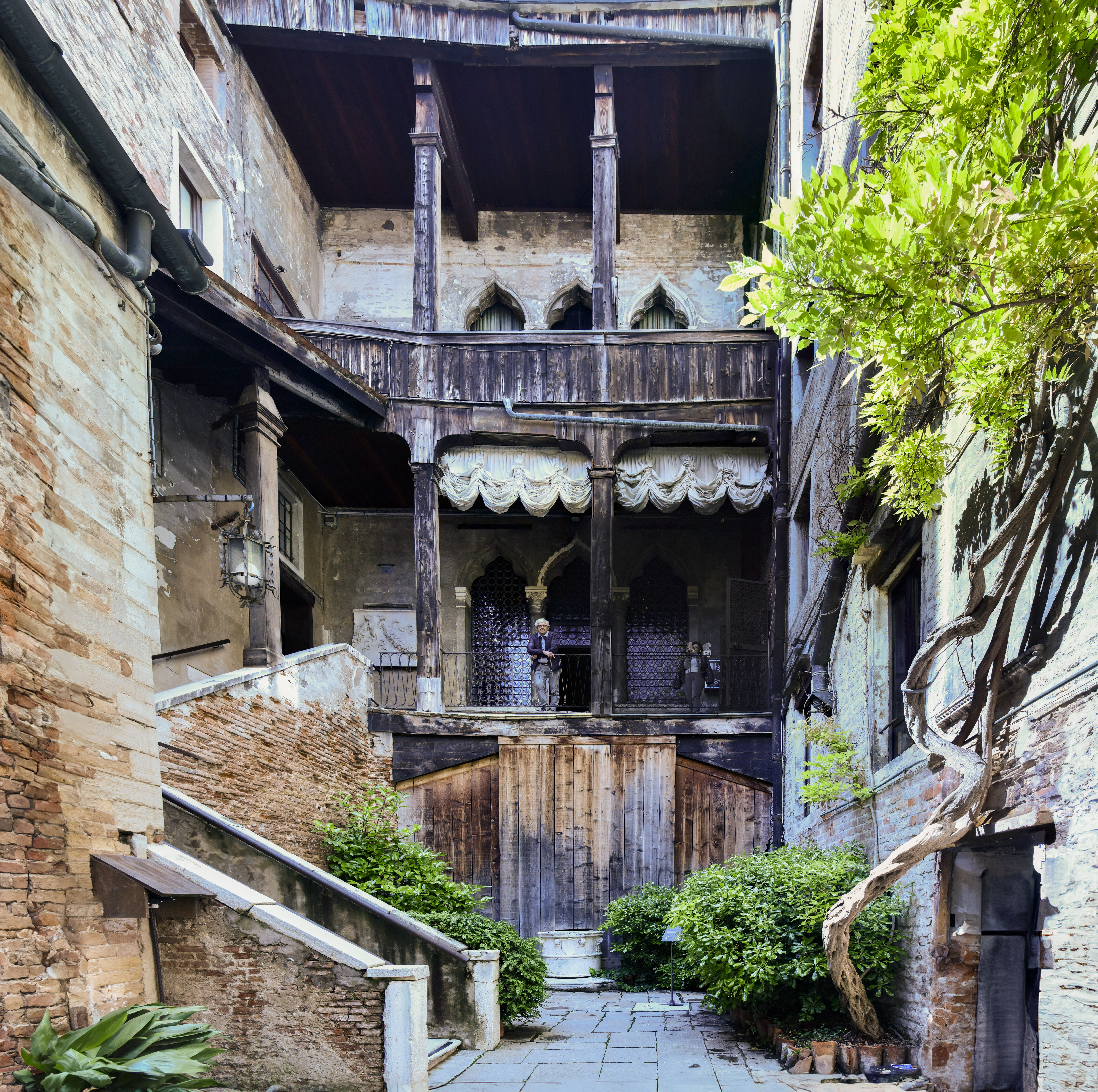
Pati interior

Marià Fortuny, que l'adquirí al començament del segle xx per fer-ne el mateix taller, va ser un personatge eclèctic que es dedicà a la fotografia, l'escenografia i la tècnica escènica, el disseny tèxtil, la pintura…
Un cop mort, la seva dona Henriette Nigrin, va donar el palau, que encara conservava els teixits i les col·leccions de Fortuny, a l'Ajuntament de Venècia (1956), que en feu un lloc consagrat a les disciplines de comunicació visual, particularment les més experimentals i innovadores, en consonància amb l'esperit i la cultura de l'antic propietari.

## Arquitectura
Considerat un dels més grans construïts a Venècia en aquell període, el palau presenta a la façana grans finestrals d'arcs conopials trilobulats amb balcons finament decorats. Els dos conjunts de finestrals a manera de pòrtic atorguen lluminositat als vastos salons de les dues plantes nobles.

Foto per Paolo Monti, 1969
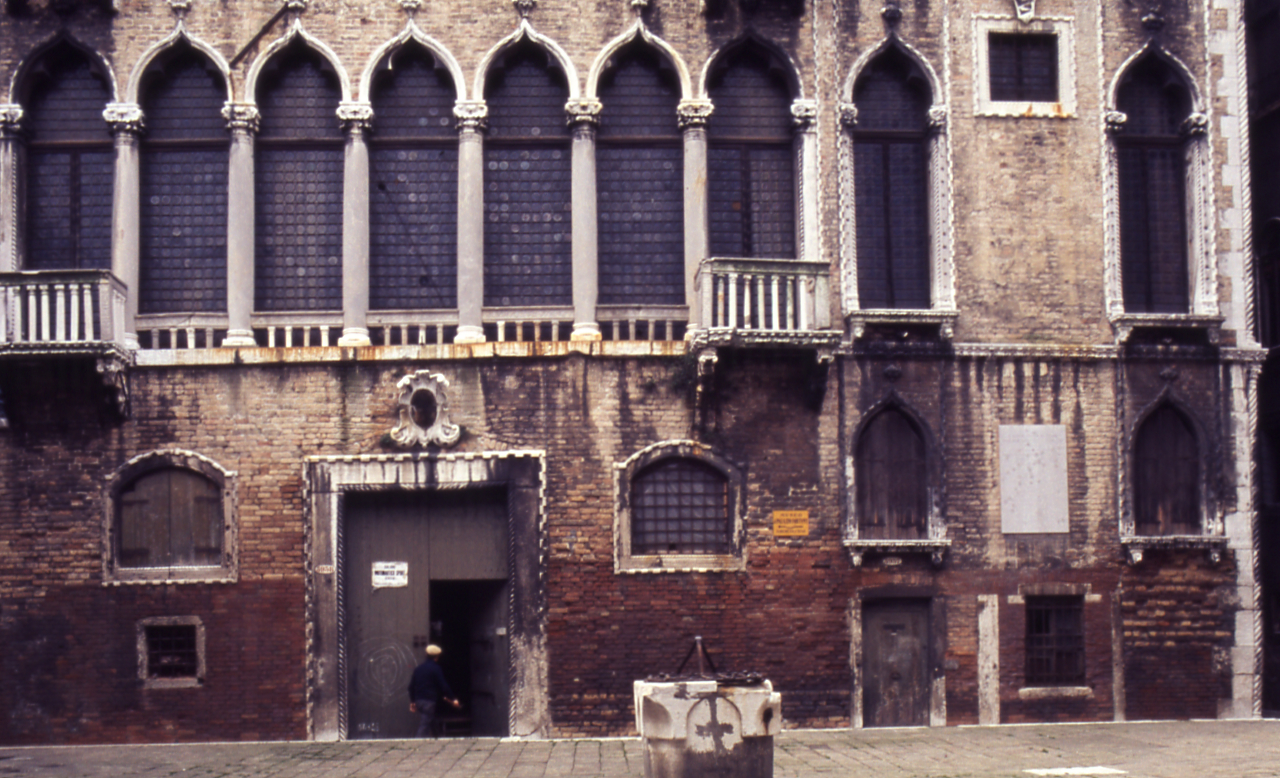
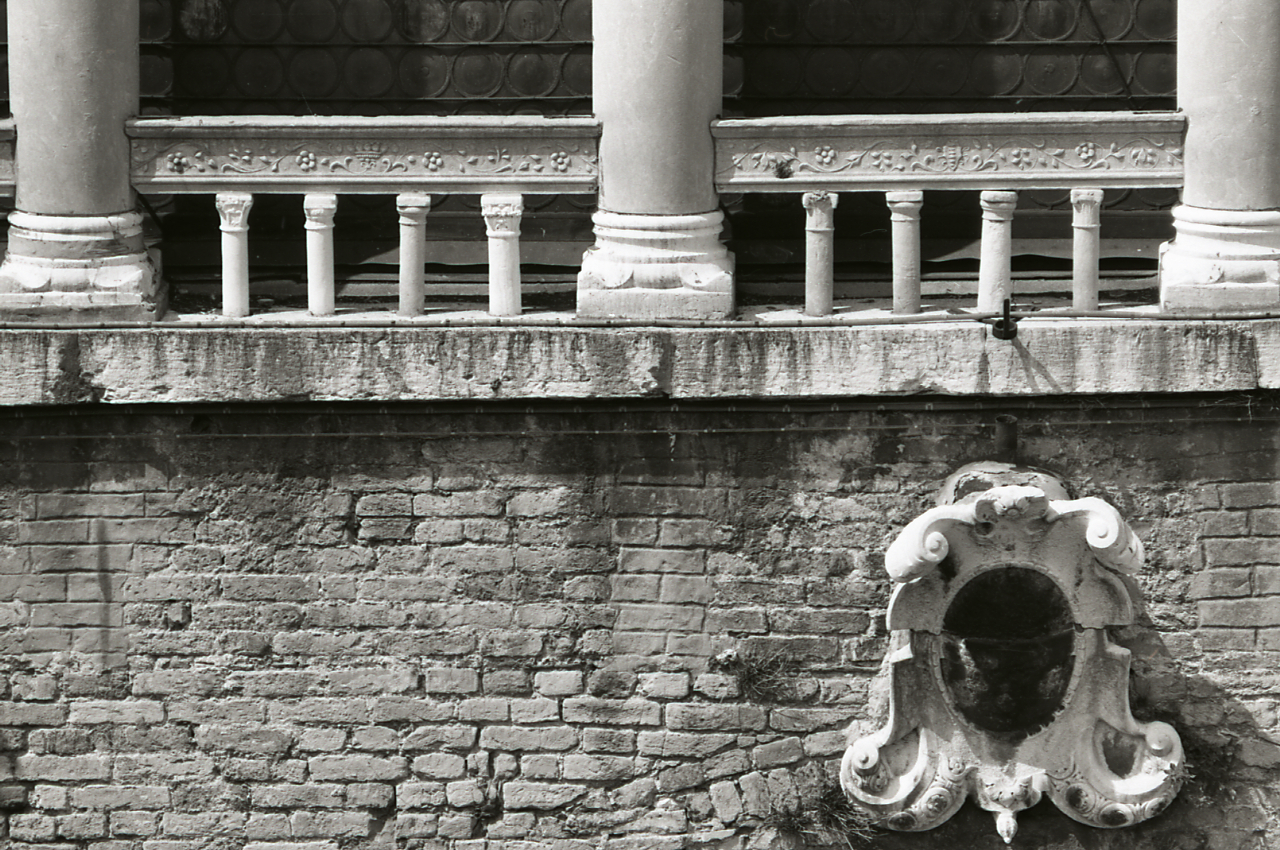
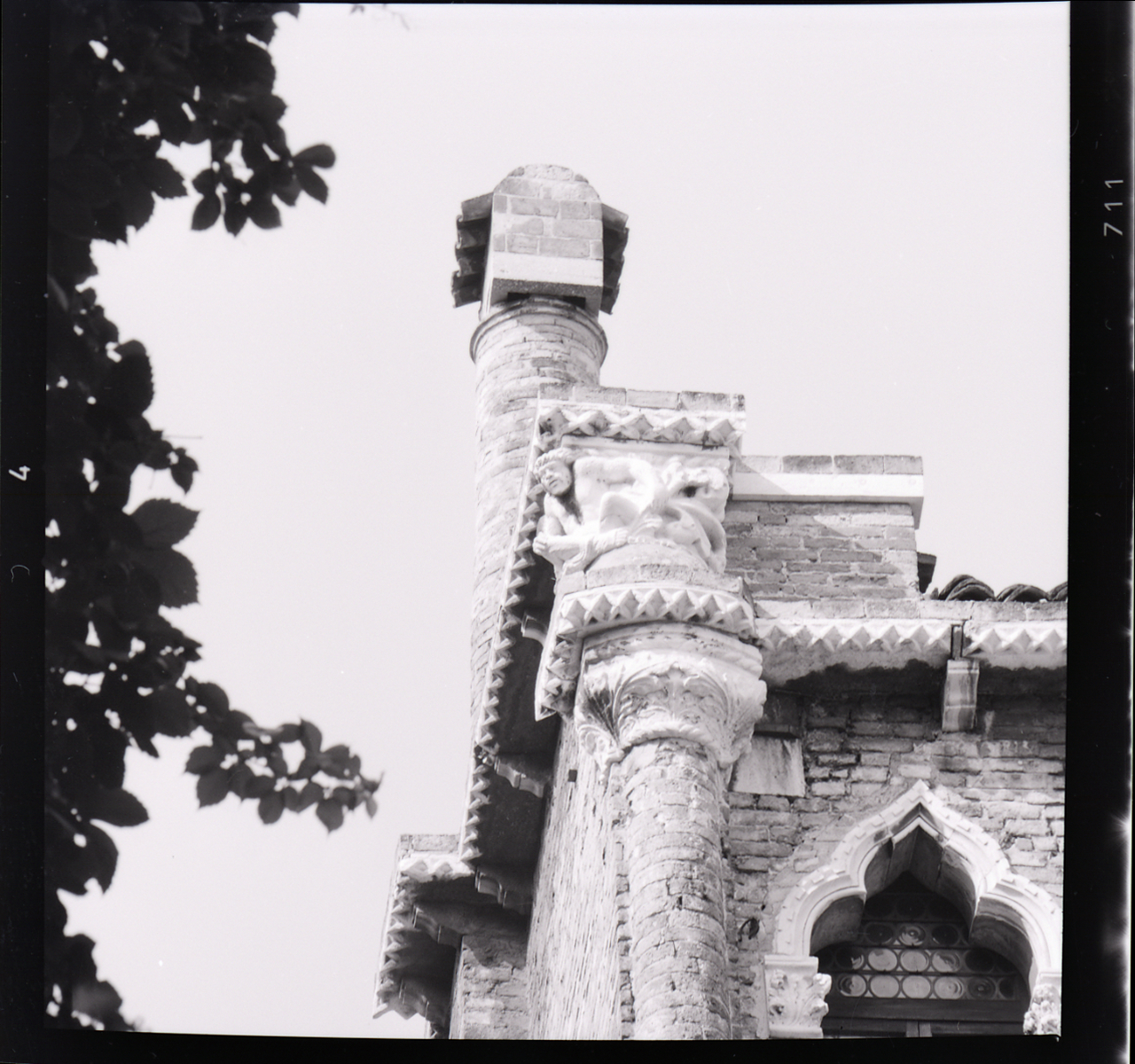